# Sprickorna i muren (romanserie)
Sprickorna i muren är en romanserie av den svenske författaren Lars Gustafsson, bestående av de fem romanerna Herr Gustafsson själv (1970), Yllet (1973), Familjefesten (1975), Sigismund (1976) och En biodlares död (1978). Dessa utgavs i en samlingsvolym 1984 på P. A. Norstedt & Söners Förlag.